# Коларина
Коларина (хорв. Kolarina) — населений пункт у Хорватії, у Задарській жупанії у складі міста Бенковаць.

## Населення
Населення за даними перепису 2011 року становило 39 осіб.
Динаміка чисельності населення поселення:

## Клімат
Середня річна температура становить 13,87 °C, середня максимальна – 28,56 °C, а середня мінімальна – -0,39 °C. Середня річна кількість опадів – 844 мм.
| Клімат поселення                              | Клімат поселення | Клімат поселення | Клімат поселення | Клімат поселення | Клімат поселення | Клімат поселення | Клімат поселення | Клімат поселення | Клімат поселення | Клімат поселення | Клімат поселення | Клімат поселення | Клімат поселення |
| Показник                                      | Січ.             | Лют.             | Бер.             | Квіт.            | Трав.            | Черв.            | Лип.             | Серп.            | Вер.             | Жовт.            | Лист.            | Груд.            |                  |
| Середній максимум, °C                         | 10,55            | 11,42            | 14,17            | 17,47            | 22,23            | 26,06            | 28,56            | 28,04            | 23,93            | 19,56            | 13,98            | 11,05            |                  |
| Середня температура, °C                       | 5,08             | 5,94             | 8,70             | 12,00            | 16,77            | 20,60            | 23,91            | 23,41            | 19,30            | 14,93            | 9,35             | 6,40             |                  |
| Середній мінімум, °C                          | −0,39            | 0,47             | 3,24             | 6,52             | 11,30            | 15,13            | 19,30            | 18,80            | 14,65            | 10,29            | 4,72             | 1,77             |                  |
| Норма опадів, мм                              | 72               | 63               | 69               | 73               | 61               | 57               | 33               | 48               | 86               | 94               | 101              | 87               |                  |
| Середньомісячна швидкість вітру, м/с          | 2.35             | 2.52             | 2.72             | 2.64             | 2.32             | 2.11             | 2.13             | 1.99             | 2.14             | 2.22             | 2.64             | 2.57             |                  |
| Середньомісячна сонячна радіація, кДж/м²·день | 5143             | 7935             | 11496            | 16268            | 20394            | 22728            | 24448            | 21348            | 15846            | 10067            | 5595             | 4389             |                  |
| --------------------------------------------- | ---------------- | ---------------- | ---------------- | ---------------- | ---------------- | ---------------- | ---------------- | ---------------- | ---------------- | ---------------- | ---------------- | ---------------- | ---------------- |
| Джерело:                                      |                  |                  |                  |                  |                  |                  |                  |                  |                  |                  |                  |                  |                  |